# Asura (zespół muzyczny)
Asura – francuski zespół muzyczny, wykonujący muzykę spod znaku ambient, ambient trance, psytrance, acid trance, ethno-ambient, założony w 1996 roku w Lyonie przez Charlesa Farewella (prawdziwe imię i nazwisko Charles Faravel) i Vincenta Villuisa, od 2005 roku kontynuowany jako projekt solowy Charlesa Farewella.

## Biografia i twórczość
Zespół Asura został założony w 1996 roku w Lyonie przez dwóch muzyków: Charlesa Farewella (syntezator, śpiew, gitara) i Vincenta Villuisa. Wykonywał muzykę będącą połączeniem takich gatunków jak trance psychedelic, ambient i world music. W 1998 roku do zespołu dołączył pianista Christopher Maze, a w 2000 roku został wydany debiutancki album grupy, Code Eternity, będący zarazem pierwszym albumem wydanym przez kultową wytwórnię Ultimae Records, specjalizującą się w muzyce ambient. Od strony muzycznej wydawnictwo to wykazuje różnorodne wpływy. Do nagrania użyto zarówno instrumentów elektronicznych jak i akustycznych. Muzyka charakteryzuje się monotonnymi, melancholijnymi tekstami, symfonicznymi brzmieniami i zmiennym rytmem. Pulsujące, liturgiczne w klimacie utwory, stanowią podniosłą wizję świata, wykreowaną przez muzyków. Wypracowane przez nich brzmienie sprawiło, iż zespół zaczął być jednym z najbardziej rozpoznawalnych wykonawców spod znaku elektronicznej world music i trance ambient. W 2001 roku Vincent Villuis opuścił zespół, by założyć własny, AES Dana. Jego miejsce zajął basista Alex Ackerman. W tym składzie zespół nagrał swój drugi album Lost Eden, wydany w 2002 roku jako album promocyjny, a w roku następnym jako zwykły album CD. 
W lipcu 2005 roku Maze i Ackerman odeszli z zespołu, który od tego momentu stał się solowym przedsięwzięciem Charlesa Farewella. Pierwszym albumem nagranym przez muzyka był Life², wydany w 2007 roku. Zawierał on 10 wyrazistych utworów, charakteryzujących się melodycznymi odgłosami, plemiennymi aramejskimi rytmami, zwiewnymi brzmieniami duduków, hipnotycznym podkładem basowym, symfoniczną orkiestracją, fuzją łagodności i mocy tematów spod znaku acid. Wyznaczył on pozycję zespołu w Niemczech i Stanach Zjednoczonych. Następny album muzyka, 360, wydany w 2010 roku, miał również podobny, epicki i wielokulturowy klimat, choć jego brzmienie było czasem bardziej surowe i mniej wielowarstwowe w porównaniu z jego błyskotliwym poprzednikiem.
W 2012 roku Charles Farewell zrealizował ścieżkę dźwiękową do filmu Disconnect (reż. Jon Laakso).
W 2014 roku ukazał się jego ostatni, jak dotąd album, Radio Universe, będący współczesnym echem dokonań Jeana Michela Jarre’a, Klausa Schulzego i Vangelisa, a zarazem podsumowaniem dotychczasowych osiągnięć zespołu Asura.

## Dyskografia

### Albumy
- 2000/2001 – Code Eternity (wydany w 2000 i 2001 jako album CD, a w 2001 jako pliki dźwiękowe FLAC)[7]
- 2002 – Lost Eden (wydany przez wytwórnię E-FrenchSound Records jako album promocyjny, wznowiony jako album CD w 2003 i 2004[8]
- 2007 – Life² (wydany jako album CD)[9]
- 2010 – 360 (wydany jako album CD)[10]
- 2011 – Oxygene (wydany przez kanadyjską wytwórnię Altar Records jako pliki dźwiękowe FLAC i MP3)[11]
- 2014 – Radio Universe (wydany zarówno jako album CD oraz jako pliki dźwiękowe FLAC i MP3)[12]

### Single/EP
- 2008 – Afterain (wydany jako pliki dźwiękowe MP3 i WAV)[13]